# Кондор каліфорнійський
Кондор каліфорнійський (Gymnogyps californianus) — дуже рідкісний вид птахів родини катартових (Cathartidae).

## Поширення та чисельність
Каліфорнійський кондор колись був поширений по всьому північноамериканському континенту. Через свій величний політ він був престижною ціллю для мисливців, які привели вид на грань вимирання. У 1987 році, коли був зловлений останній кондор, що жив на волі, їх загальне число у зоопарках становило 27 особин. Проте завдяки хорошому розмноженню в неволі, з 1992 року їх знов почали випускати на свободу. Станом на 2012 рік в заповідниках Каліфорнії, Аризони і Мексики живуть 231 каліфорнійських кондорів. За даними 2017 року загальна популяція виду, включаючи птахів в неволі, налічує 446 особин.

## Опис
Розмах крил у каліфорнійського кондора становить до трьох метрів. Найбільша довжина тіла становить 125 см, максимальна вага досягає близько 14 кг. У каліфорнійських кондорів чорне оперення з білими крилами на нижній стороні, а також чорний комір з гострим пір'ям, що стирчить в різні боки.

## Розмноження
Насиджування яєць, як правило, відбувається протягом  перших місяців року. Гніздо споруджується на високих скелях на прибережних територіях. Самки каліфорнійського кондора відкладають зазвичай по одному білому яйцю. Гніздо охороняється самцем і самкою спільно, поки через приблизно 56 днів не вилупиться пташеня. Батьки довгий час опікуються молодими кондорами. Не зважаючи на те, що вже після закінчення трьох місяців пташенята починають вивчати місцевість навколо гнізда, їх перебування в гнізді триває близько шести місяців. Після цього вони роблять перші спроби польоту, що завжди супроводжуються батьками. У віці 12 місяців пташенята стають самостійними, а з трьох років вважаються дорослими. Через довгий період опіки молодих птахів каліфорнійські кондори відкладають яйця лише раз на два роки.
У 2021 році в зоопарку м. Сан-Дієго (США) за результатами генетичного аналізу було виявлено два випадки партеногенетичного розмноження у каліфорнійського кондора. Двоє птахів народились від різних самок, які мешкали спільно із самцями. Це перший випадок факультативного партеногенезу у птахів, що не пов'язаний із недоступністю самців..

## Живлення
Пошук їжі каліфорнійський кондор починає рано вранці. Раціон майже повністю складається з падалі. Після трапези кондор відлітає у віддалене спокійне місце й дуже довго відпочиває.

## Галерея

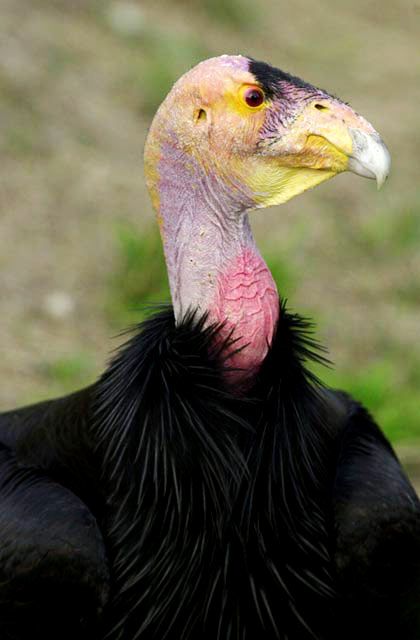
Голова каліфорнійського кондора
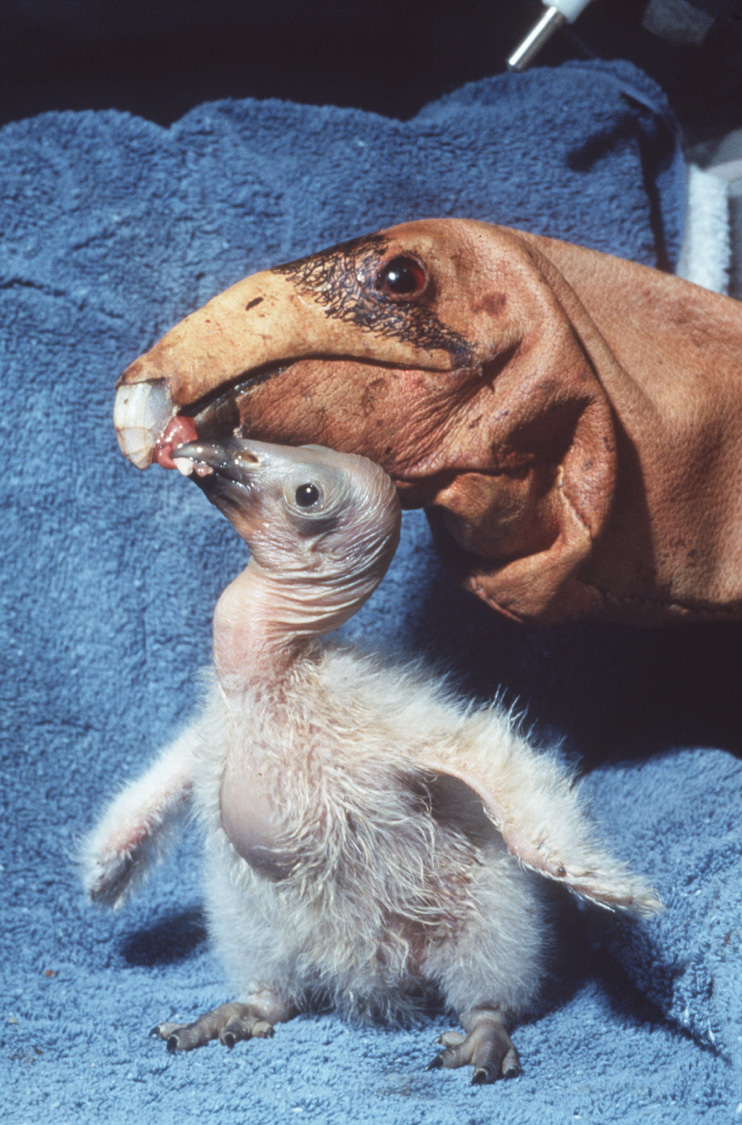
Годування пташеняти в зоопарку
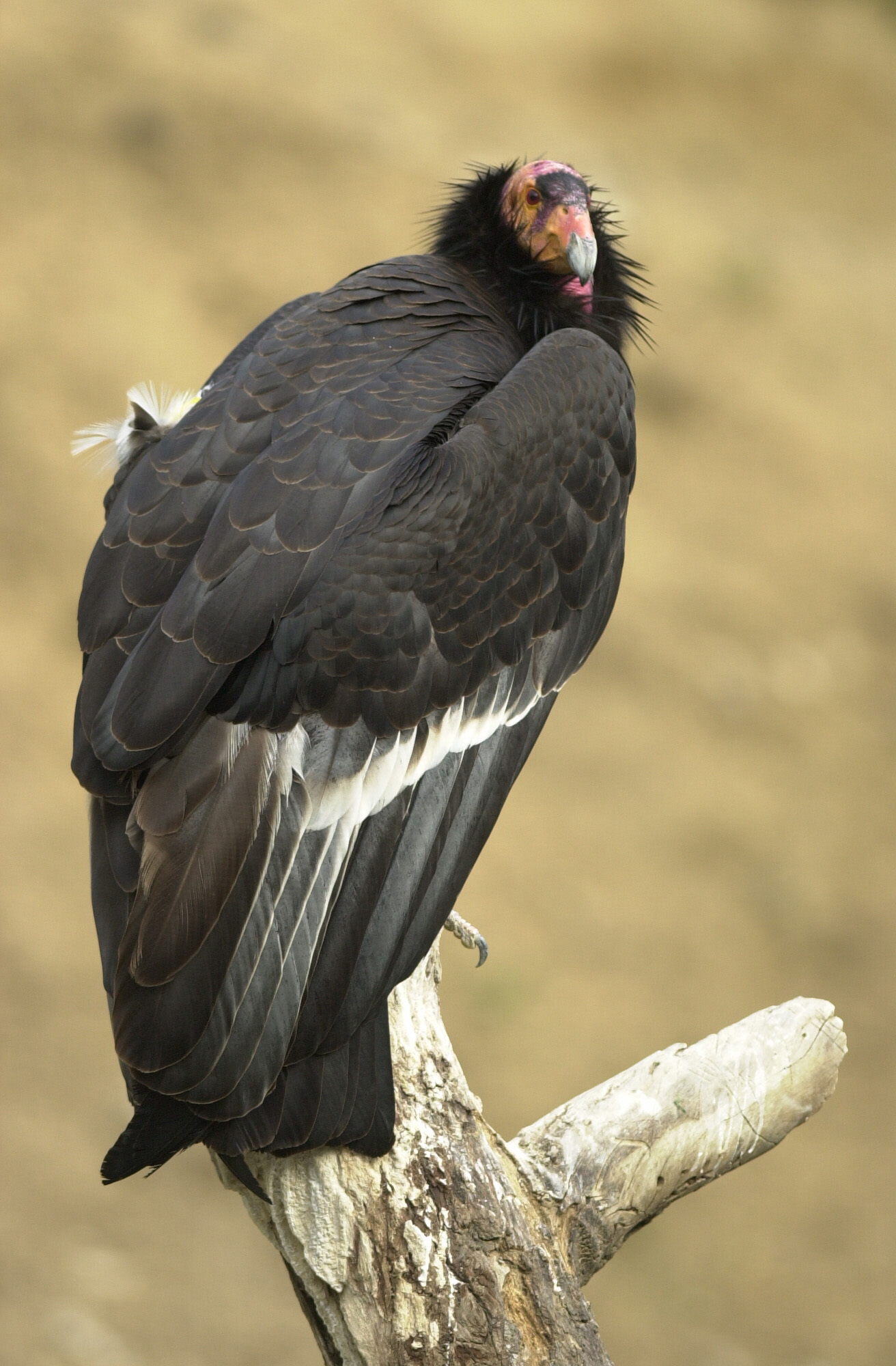
Кондор на гілці
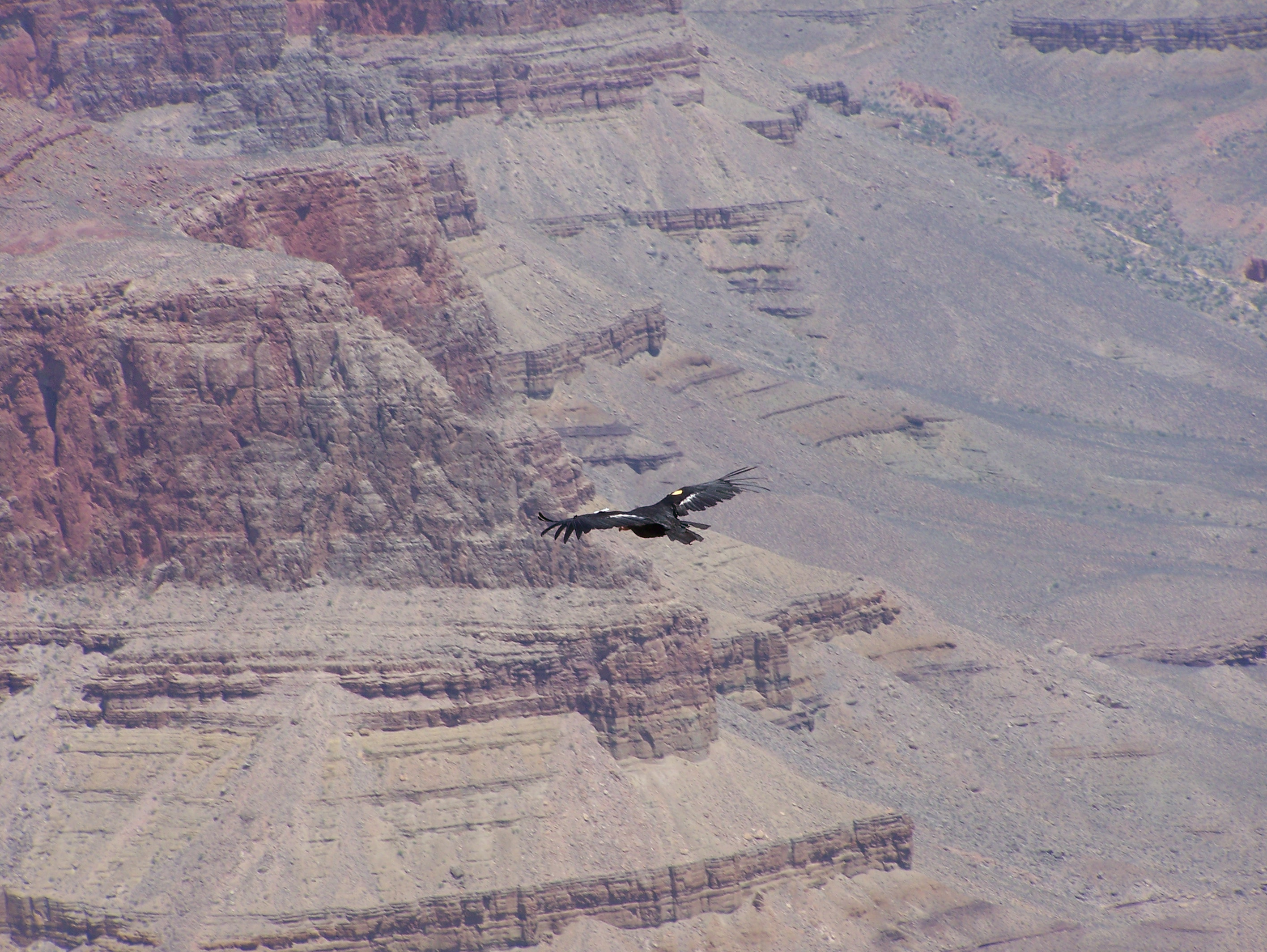
Кондор над Великим каньйоном